# Aglyptodactylus
Aglyptodactylus là một chi động vật lưỡng cư trong họ Mantellidae, thuộc bộ Anura.

## Các loài
Có 6 loài được ghi nhận trong chi Aglyptodactylus:
- Aglyptodactylus australis Köhler, Glaw, Pabijan & Vences, 2015
- Aglyptodactylus chorus Köhler, Glaw, Pabijan & Vences, 2015
- Aglyptodactylus inguinalis (Günther, 1877)
- Aglyptodactylus laticeps Glaw, Vences & Böhme, 1998
- Aglyptodactylus madagascariensis (Duméril, 1853)
- Aglyptodactylus securifer Glaw, Vences & Böhme, 1998

## Hình ảnh

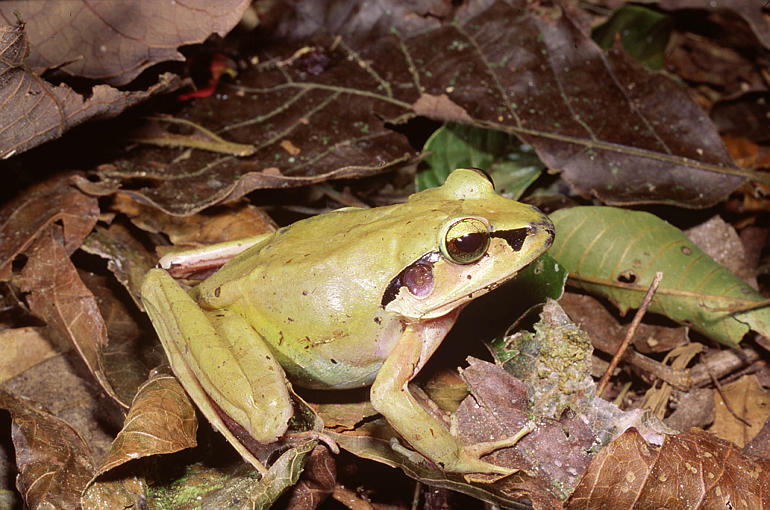